# Swerea KIMAB
År 2018 bildades metallforskningsinstitutet Swerim, ett  forskningsinstitut med fokus på gruv-, mineral-, stål- och metallforskning, med verksamhet i Luleå och Stockholm.  

## Historik

### Metallografiska institutet
Carl Benedicks, som från 1910 var professor i fysik vid Stockholms högskola, försökte redan 1909 inom Jernkontoret väcka intresse för ett fristående metallografiskt institut. Påverkade av den goda stålkonjunkturen under första världskriget gav Jernkontoret Carl Benedicks och Axel Wahlberg, dåvarande föreståndare för Tekniska högskolans materialprovningsanstalt, i uppgift att försöka få ekonomiskt stöd från företagen i branschen för att skapa ett institut. De var delvis framgångsrika, under åren 1917 till 1920 fick de bidrag från många svenska branschföretag, men de insamlade 1 050 000 kronorna räckte inte fullt ut för att skapa ett eget institut. Sveriges riksdag beslöt därför 1920 att låta institutet utnyttja lokaler som hade disponerats av Tekniska högskolans materialprovningsanstalt, föregångaren till den år 1920 bildade Statens Provningsanstalt. Metallografiska institutet startade sin verksamhet 1921 med Carl Benedicks som första föreståndare.
Metallografiska institutet kom därmed att bli en föregångare till de övriga svenska branschforskningsinstitut som skapades från 1940-talet och framåt, och finansierades genom en kombination av näringslivspengar och statlig finansiering. Metallografiska institutet bytte senare namn till Institutet för Metallforskning (IM). Korrosionsinstitutet (KI) bildades 1965, och fanns också på KTH-området.

### KIMAB blev Swerea KIMAB
Korrosions- och Metallforskningsinstitutet (KIMAB) bildades 2004-2005 genom en sammanslagning av Institutet för Metallforskning (IM) och Korrosionsinstitutet (KI), som ett led i omstruktureringen av de svenska branschforskningsinstituten till större enheter. År 2008 blev institutet en del av forskningskoncernen Swerea under namnet Swerea KIMAB AB tillsammans med Swerea IVF, Swerea MEFOS, Swerea SICOMP och Swerea SWECAST. Swerea var en del av Rise Research Institutes of Sweden.

### Metallforskningsinstitutet Swerim
Den 1 oktober 2018 delades Swerea KIMAB varav en del bestående av materialutveckling, korrosionsfrågor samt produktionsteknik slogs samman med Swerea MEFOS och bildade metallforskningsinstitutet Swerim AB. En stor del av de delar som arbetade med korrosionsforskning blev en del av Rise under namnet Rise KIMAB.